# Theodor Fässler
Theodor Fässler (* 21. November 1931 in Zürich, Bürger von Appenzell; † 4. April 2009) war ein Schweizer Unternehmer der Werkzeugmaschinenindustrie.

## Leben und Wirken
Theodor Robert Fässler absolvierte die Kantonsschule Solothurn und schloss mit der Matura Typus C im Jahr 1951 ab. Dem schloss sich ein Studium des Maschinenbaus an der ETH Zürich (ETHZ) an. Es folgten Praxisaufenthalte in Belgien, Jugoslawien und den USA. Nach einer Assistententätigkeit am Betriebswirtschaftlichen Institut der ETHZ erwarb er 1957 das Zusatzdiplom in Betriebswissenschaft und Fertigungstechnik. Am selben Institut wurde er 1961 bei Walter Daenzer mit der Arbeit Ein Beitrag zur Quantifizierung der Einübung als Doktor sc. techn. promoviert.
Die wichtigste Aufgabe im Berufsleben von Fässler wurde die Führung der Maschinenfabrik Mikron in Biel/Bienne, wo er seit 1961 arbeitete, Mitglied der Direktion, später Delegierter des Verwaltungsrates und danach Verwaltungsratspräsident dieses Unternehmens wurde und es auch durch schwierige Zeiten führte.
Regelmässig trat er als Sprecher der Schweizer Werkzeugmaschinenindustrie an die Öffentlichkeit.

## Weitere Tätigkeiten
- Präsident der Gesellschaft für Werkzeugmaschinenbau und Fertigungstechnik[4]
- Fässler übernahm 1998 im Auftrag von Heinrich Gebert die Gründung und Führung der Gebert Rüf Stiftung als damals grösster privater Wissenschafts- und Innovationsstiftung der Schweiz zur Förderung von Ausbildungs- und Forschungsprojekten und zog weitere Gründungsmitglieder bei (Peter Forstmoser, Philipp U. Heitz, Verena Meyer, Heinrich Rohrer, Hans Heinrich Schmid und Carl August Zehnder)[5]
- Präsident Schweizerische Kurse für Unternehmensführung (SKU)
- Verwaltungsrat der Autophon AG und nach der Fusion mit Hasler Bern 1987 der Ascom Holding
- Verwaltungsrat der Allgemeinen Treuhand AG

## Veröffentlichungen
- Walter F. Daenzer 70-jährig. In: Neue Zürcher Zeitung. 23. September 1976, S. 17.
- Der Werkzeugmaschinenbau im Schmelztiegel. In: Neue Zürcher Zeitung. 16. August 1983, S. 67.
- mit Thomas Treib:[4] Technische Trends im Werkzeugmaschinenbau. In: Neue Zürcher Zeitung. 13. September 1989, S. 77–78.
- Wettbewerb der «Produktivitätslieferanten». Standortbestimmung für die Schweizer Werkzeugmaschinenindustrie. In: Neue Zürcher Zeitung. 4. Juni 1991, S. 39.